# Gedanken über Vernunft, Aberglauben und Unglauben
Gedanken über Vernunft, Aberglauben und Unglauben ist ein Lehrgedicht von Albrecht von Haller aus dem Jahr 1729.

## Widmung und Vorrede
Haller widmete das Gedicht seinem Freund Benedikt Stähelin (1695–1750), Professor der Physik, den er 1728 während seines Studiums in Basel kennenlernte. In einer Vorrede erklärt Haller, Stähelin habe der englischen Dichtung den Vorrang vor der deutschen gegeben, wodurch sich Haller zum Verfassen des Gedichts herausgefordert sah. Er wollte damit zeigen, dass „die deutsche Sprache keinen Anteil an dem Mangel philosophischer Dichter hätte“.

## Inhalt
Haller stellt in dem Gedicht sein Bild vom Menschen als „Mittel-Ding von Engeln und von Vieh“ (V. 17) dar. Der menschliche Verstand wird als Urheber moderner Erfindungen und Entdeckungen gepriesen (V. 27–56). Die wenigsten Menschen versuchen jedoch, die Tiefen der eigenen Existenz auszuloten, und wer es versucht, findet oft nur neue Zweifel.
Laut Haller gibt es zwei Wege, auf denen der Mensch bei der Suche nach Wahrheit immer wieder in die Irre geleitet werde: den Aberglauben und den Unglauben (V. 111–112). Der Abergläubische will durch Opfergaben und bloß äußerliches Befolgen von Ritualen sich mit Gott bzw. mit den Göttern versöhnen, ohne sich aber innerlich zu ändern. Anstatt seine Vernunft zu gebrauchen, lässt er sich von Priestern manipulieren und ausnutzen. Wenn „der Wahrheit freie Stimm“ (V. 170) deren Macht erschüttert, reagieren sie mit Gewalt. Obwohl die Götter verschiedener Völker eigentlich nur Erscheinungsformen derselben göttlichen Macht sind, werden die Völker immer wieder von Priestern in Glaubenskriegen aufeinandergehetzt (V. 113–222).
Dem Abergläubischen gegenüber steht der Ungläubige: Er leugnet die Unsterblichkeit der Seele, die Macht Gottes über das Leben der Menschen oder gar die Existenz Gottes. Er negiert allgemein anerkannte Tugenden und hält die Eigenliebe für die wichtigste Triebkraft des Menschen. Zur Richtschnur seines Lebens macht er allein die Vernunft. Dabei ist er sich nicht bewusst, wie leicht diese sich von den Wünschen und Trieben des Menschen irreleiten lässt (V. 223–288).
Grundlegende Wahrheiten über Zeit, Ewigkeit sowie den Ursprung allen Seins und den des Menschen sind Gott vorbehalten und nicht von der menschlichen Vernunft erkennbar (V. 313–324). Die Vielfalt und Harmonie der Natur und des Weltalls beweisen für Haller die Existenz Gottes (V. 325–356). Wie so oft in der Literatur der Aufklärung wird das Licht als Metapher für Erkenntnis verwendet: die menschliche Vernunft wird mit dem schwachen Licht des Mondes verglichen, das den Menschen im Dunkeln leiten kann, dann aber vom Sonnenlicht (also der göttlichen Weisheit) überstrahlt wird.
Abschließend wird noch einmal Stähelin als Adressat des Gedichts direkt angesprochen: Er und Haller selbst haben erkannt, dass die Selbstbescheidung der Vernunft und die Zufriedenheit mit dem eigenen Schicksal die Grundlage wahren Glückes sind (V. 357–388).

## Form
Das Gedicht ist in sechshebigen, paargereimten Jamben mit wechselnder Kadenz verfasst und besteht aus 388 Versen, die in 17 Strophen unterschiedlicher Länge unterteilt sind.

## Ausgaben
- Albrecht von Haller: Die Alpen und andere Gedichte. Hg. v. Adalbert Elschenbroich. Stuttgart: Reclam 2017 (=RUB 19494), S. 23–37. ISBN 978-3-15-019494-2
- Gedanken über Vernunft, Aberglauben und Unglauben im Projekt Gutenberg-DE
- Digitalisat der Ausgabe von 1732 beim Göttinger Digitalisierungszentrum
- Digitalisat der Ausgabe von 1734 bei Google Books
- Digitalisat der Ausgabe von 1743 in der Universitäts- und Landesbibliothek Sachsen-Anhalt
- Digitalisat der Ausgabe von 1750 in der Universitätsbibliothek Heidelberg
- Digitalisat der Ausgabe von 1751 in der Landesbibliothek Oldenburg
- Digitalisat der Ausgabe von 1753 in der Staatsbibliothek zu Berlin
- Digitalisat der Ausgabe von 1762 beim Münchener Digitalisierungszentrum
- Digitalisat der Ausgabe von 1777 in der Universitätsbibliothek Bern
- Digitalisat der Ausgabe von 1778 in der SLUB Dresden

## Sekundärliteratur
- Alan Menhennet: Haller’s “Gedanken über Vernunft, Aberglauben und Unglauben”: Structure and Mood. In: Forum for Modern Language Studies VIII/2, 1972, S. 95–106.
- Jean-Daniel Candaux et al. (Hg.): Albrecht von Haller zum 300. Geburtstag. Fribourg: Schweizerische Gesellschaft zur Erforschung des 18. Jahrhunderts, 2008.
- Stefanie Arend: Systemlosigkeit mit System?: zur Stoakritik in Albrecht von Hallers „Gedanken über Vernunft, Aberglauben und Unglauben“. In: Zeitschrift für Germanistik Nr. 1/2013, S. 19–34.
- Jörg Wesche: „Unselig Mittel-Ding von Mensch und Vieh!“: Mensch und Tier in der Lyrik der Frühaufklärung. In: Zeitschrift für Germanistik Nr. 1/2013, S. 35–46.
- Olav Krämer: Poesie der Aufklärung. Studien zum europäischen Lehrgedicht des 18. Jahrhunderts. Berlin/Boston: de Gruyter 2019. ISBN 978-3-11-034849-1